# Bătălia de la Savra
Bătălia de Savra a fost o bătălie dată pe 18 septembrie 1385 între forțele otomane și cele sârbe inferioare numerice. În 1385, Balša al II-lea, principe de Zeta, a cucerit Durazzo. Într-o cartă de Dubrovnik emisă în aprilie 1385, Balša s-a autointitulat duce de Durazzo. Însă, nu avea să se bucure prea mult de victoria sa. Deoarece în vara aceluiași an, un raid otoman a pătruns pentru prima dată în marea Adriatică. Balša a adunat o mie de oameni din Durazzo și, ignorând sfatul mai multor curteni de rang înalt, a plecat să-i înfrunte pe jefuitorii turci. Nesurprinzător, forțele sale mici au avut puțin succes, iar Balša a fost ucis. În urma victoriei otomane, majoritatea nobililor locali sârbi și albanezi au devenit vasalii acestora.
Lucrarea lui Mavro Orbini în limba sârbo-croată, Oglinda spirituală (Zrcalo duhovno, din 1595), în esență o traducere a operei italiene a lui Angelo Nelli, este una dintre puținele surse primare despre bătălia de la Savra din 1385, deși conține multe date incorecte și imprecise despre această bătălie.